# Dromore (County Down)
Dromore (irisch Droim Mór, „großer Rücken“) in der historischen Grafschaft Down, heute aber im Distrikt Armagh City, Banbridge and Craigavon ist eine von zwei Städten dieses Namens in Nordirland. Die kleine Marktstadt hat etwa 6000 Einwohner.

## Geografie
Dromore liegt etwa 30 km südwestlich von Belfast und auf halber Strecke zwischen Lisburn und Banbridge an dem Fluss Lagan, der hier von Osten nach Westen fließt, aber weiter flussabwärts nach Nordosten umschlägt und dann in Belfast ins Meer mündet.

## Sehenswürdigkeiten
Architekturgeschichtlich interessant ist ihre anglikanische Kathedrale. Die zweischiffige Hallenkirche wurde ab 1661 in Formen des Early English Style errichtet und ist daher eines der frühesten Beispiele der Neugotik. Das nördliche Schiff erhielt sie allerdings erst 1811. Weitere Gebäudeteild kamen 1870 hinzu.

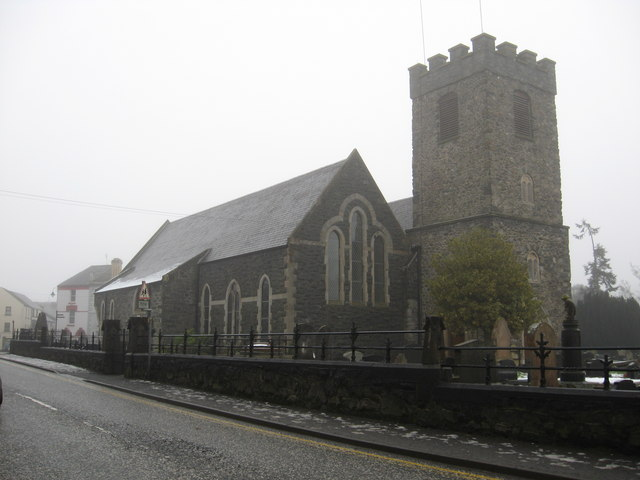
Dromore Cathedral
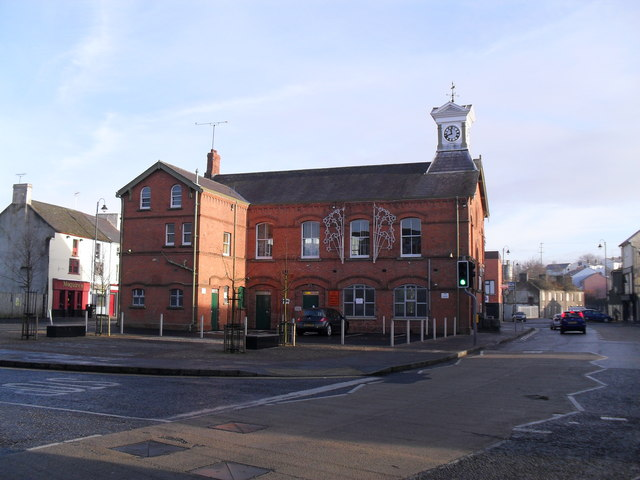
Rathaus

## Persönlichkeiten
- Joseph Mullin (1811–1882), Jurist und Politiker
- Samuel McMillan (1850–1924), Politiker
- Sam Ferris (1900–1980), Marathonläufer
- Mark Downey (* 1996), Radrennfahrer